# Автомагістраль A12 (Литва)

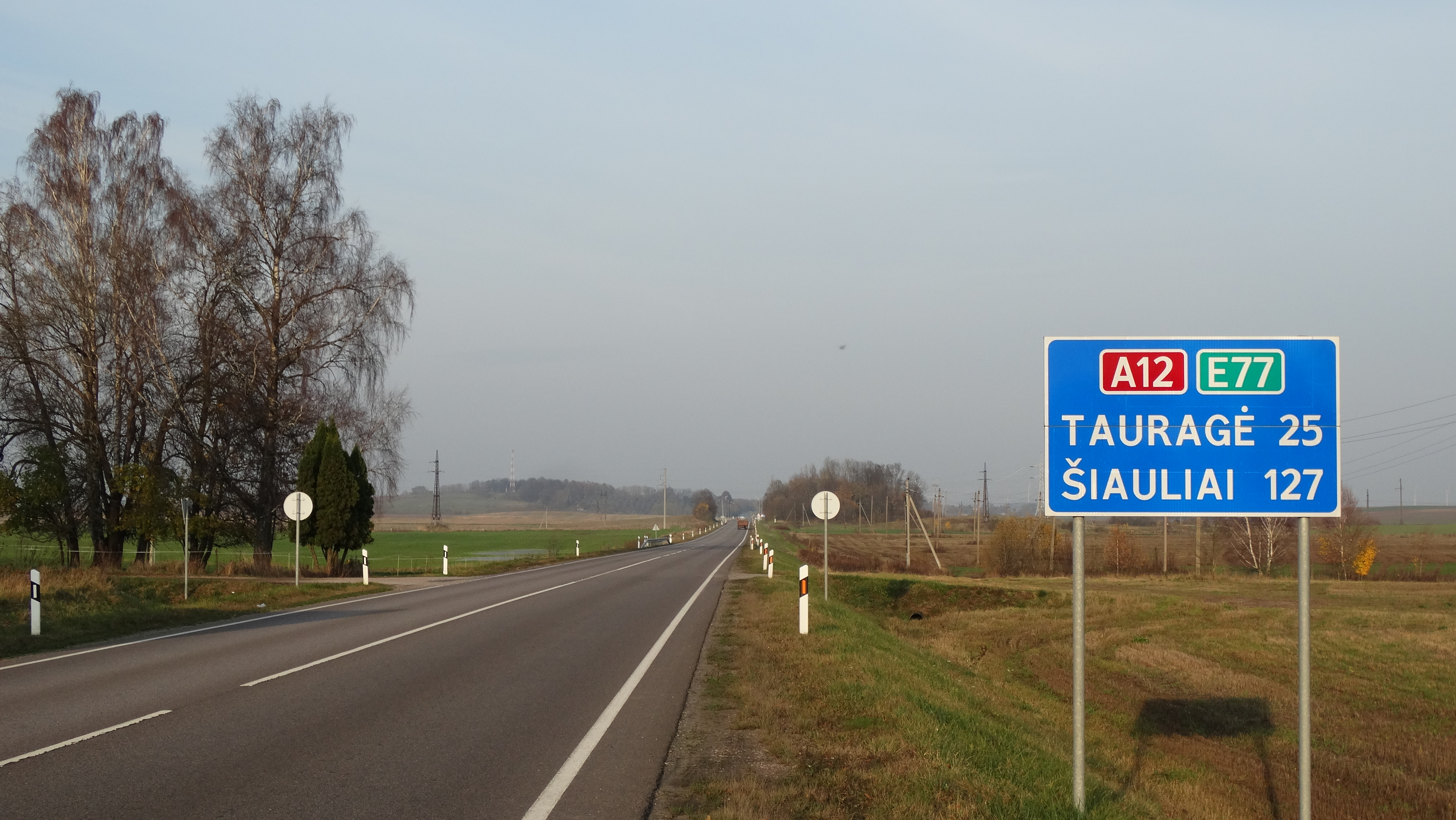
Автомагістраль A12 біля Микитаіса

Автомагістраль A12 — шосе в Литві. Є частиною дороги, що з’єднує Ригу та Калінінград і являє собою європейське шосе E77. Дорога проходить через Йонішкіс, Шяуляй і Таураге. Протяжність дороги 186,09 км.
Обмеження швидкості на більшій частині дороги становить 90 км/год. На південь від Шяуляя є коротка двопроїзна ділянка довжиною 10 км. Альтернативна назва дороги — Via Hanzeatica, оскільки дорога була важливим транспортним коридором між містами Ганзейського союзу, Ригою та сучасним Калінінградом.

## Дивись також
- Транспорт Литви